# IC 2527
IC 2527 је спирална галаксија у сазвјежђу Мали лав која се налази на листи објеката дубоког неба у Индекс каталогу.
Деклинација објекта је + 38° 10' 22" а ректасцензија 10h 0m 6,5s. Привидна величина (магнитуда) објекта IC 2527 износи 14,5 а фотографска магнитуда 15,3. IC 2527 је још познат и под ознакама CGCG 182-55, NPM1G +38.0184, PGC 28920.